# 옥동천
옥동천(玉洞川)은 울산광역시 울주군 청량읍 문죽리의 범골못에서 발원하여 남동류하다가 태화강의 지류인 무거천의 옥동저수지로 흘러드는 강이다.